# Città di Logan
La città di Logan è una Local Government Area che si trova nel Queensland. Si estende su una superficie di 913 chilometri quadrati e ha una popolazione di 166.904 abitanti. La sede del consiglio si trova a Logan Central.